# 栃木県道220号大久保蒲須坂線
栃木県道220号大久保蒲須坂線（とちぎけんどう220ごう おおくぼかますざかせん）は、栃木県塩谷郡塩谷町とさくら市を結ぶ一般県道である。

## 概要
- 距離：4.26km
- 起点：栃木県塩谷郡塩谷町大字大久保（栃木県道62号今市氏家線交点）
- 終点：栃木県さくら市蒲須坂（蒲須坂北交差点 = 栃木県道353号蒲須坂乙畑線・栃木県道180号蒲須坂喜連川線交点）
- 指定：1961年（昭和36年）4月1日

## 交差する主な道路
- 塩谷広域農道（塩谷町肘内）